# 1878 au Nouveau-Brunswick
Chronologie du Nouveau-Brunswick
- 1874
- 1875
- 1876
- 1877
- 1878
- 1879
- 1880
- 1881
- 1882

Cette page concerne des événements d'actualité qui se sont produits durant l'année 1878 dans la province canadienne du Nouveau-Brunswick.

## Événements
- 12 janvier : le candidat indépendant George Haddow remporte sans opposition l'élection partielle fédérale de Restigouche à la suite de la démission de George Moffat.
- Juin : 
  - 24e élection générale néo-brunswickoise.
  - George Edwin King succède à John James Fraser comme premier ministre du Nouveau-Brunswick.
- 16 juillet : Edward Barron Chandler succède à Samuel Leonard Tilley comme lieutenant-gouverneur du Nouveau-Brunswick.
- 17 septembre : à l'élection fédérale canadienne de 1878, 9 sièges sont remportés par les libéraux au Nouveau-Brunswick, 3 par les libéraux-conservateurs, 2 par des indépendants, 1 par les conservateurs et 1 par les libéraux indépendants.
- 2 novembre : fermeture du journal The Morning Freeman.
- 7 novembre : Robert Duncan Wilmot devient le deuxième néo-brunswickois à être nommé président du Sénat du Canada, après Amos Edwin Botsford.

## Naissances
- 29 juillet : Arthur Culligan, député.
- 21 décembre : Maxime Cormier, député et maire d'Edmundston.

## Décès
- 13 mai : George Moffat (père), homme d'affaires et député.
- 20 mai : Lemuel Allan Wilmot, lieutenant-gouverneur du Nouveau-Brunswick.